# Aude Banasiak
Aude Banasiak (* 8. Oktober 1975 in Reims) ist eine ehemalige französische Fußballspielerin, die innerhalb von sechs Jahren an drei Erstligaaufstiegen mit zwei verschiedenen Vereinen beteiligt war.

## Karriere

### Vereine
Banasiak gehörte bereits im Alter von 16 Jahren dem in ihrem Geburtsort ansässigen Verein Reims FCF an. In der Saison 1994/95 spielte sie für die AS Saint-Memmie im seinerzeitigen Championnat National 1 B und stieg mit ihrer Mannschaft ins Championnat National 1 A auf. Nach einer nur einjährigen Erstligazugehörigkeit spielte sie fortan bis zur Rückkehr in die höchste Spielklasse zur Saison 1999/2000 für den in Olympique Saint-Memmie umbenannten Verein in der zweithöchsten Spielklasse.
Im Jahr 2000 in die Hauptstadt gelangt, war sie drei Jahre lang Spielerin von Paris Saint-Germain, bevor sie ihre Spielerkarriere beendete. Ihr Verein war zunächst im Championnat National 1 B, in der Saison 2001/02 im Championnat National 1 A und danach in der in Division 1 Féminine umbenannten Liga vertreten.

### Nationalmannschaft
Banasiak debütierte als Nationalspielerin in der U19-/U-20-Nationalmannschaft (Èquipe de France espoirs) am 1. Juni 1995 in Carquefou beim 3:0-Sieg im Freundschaftsspiel gegen die U19-Nationalmannschaft Polens, gegen die sie auch zwei Tage später beim 7:1-Sieg in Dompierre-sur-Yon eingesetzt wurde und mit dem Tor zum Endstand in der 83. Minute ihr erstes Länderspieltor erzielte. Ihr letztes Länderspiel in dieser Altersklasse bestritt sie am 25. November 1995 beim 3:0-Sieg über die U19-Nationalmannschaft Schwedens in Châlons-en-Champagne.
Für die U21-Nationalmannschaft kam sie einzig am 12. April 1997 beim 3:1-Sieg über die U21-Nationalmannschaft Belgiens in Mouscron zum Einsatz.
Banasiak bestritt im selben Jahr vier Länderspiele für die A-Nationalmannschaft, darunter zwei in Freundschaft ausgetragene gegen die US-amerikanische Nationalmannschaft, die am 24. und 27. April in Greensboro und Tampa mit 2:4 und 1:2 verloren wurden. Ihr drittes Länderspiel wurde am 18. Mai in Orry-la-Ville mit 2:0 gegen die Nationalmannschaft Irlands gewonnen.
Sie gehörte dem Kader für die in Schweden und Norwegen ausgetragene Europameisterschaft an und kam einzig am 5. Juli im dritten Spiel der Gruppe A bei der 0:3-Niederlage gegen die Nationalmannschaft Schwedens mit Einwechslung für Stéphanie Trognon in der 75. Minute zu ihrem Turnierspiel – es war zugleich ihr letztes im Trikot für den FFF.

## Erfolge
- Meister Championnat National 1 B und Aufstieg ins Championnat National 1 A
- 0 19950mit AS Saint-Memmie
- 0 19990mit Olympique Saint-Memmie
- 0 20010mit Paris Saint-Germain